# Pseudocerastium stellarioides
Pseudocerastium stellarioides là loài thực vật có hoa thuộc họ Cẩm chướng. Loài này được X.H. Guo & X.P. Zhang miêu tả khoa học đầu tiên năm 1998.